# Ở một góc nhân gian
Ở một góc nhân gian (この世界の片隅に Kono Sekai no Katasumi ni) là truyện manga dài tập được viết và minh hoạ bởi Kōno Fumiyo, được xuất bản từ năm 2007 đến 2009 trên tạp chí Weekly Manga Action. Truyện được chuyển thể thành phim truyền hình trên kênh NTV.
Một bản chuyển thể phim hoạt hình cùng tên Góc khuất của thế giới được công chiếu vào năm 2016 tại Nhật Bản và hơn 30 nước trên thế giới.

## Nội dung
Câu chuyện kể về thiếu nữ trẻ Nhật Bản tên là Suzu, có tính cách trong sáng và giỏi vẽ tranh. Cô sống ở thành phố Hiroshima và sau này chuyển đến thành phố Kure, Nhật Bản trong giai đoạn chiến tranh thế giới thứ hai. Suzu, sinh ra và lớn lên tại thị trấn Eba nằm bên bờ biển thuộc thành phố Hiroshima trong tuổi thơ hạnh phúc bên gia đình đông thành viên và bạn bè. Năm 1944, Suzu năm ấy 18 tuổi, cô làm việc trong một doanh nghiệp gia đình nhỏ chuyên trồng trọt nori. Một ngày bố mẹ cô bảo rằng nhắc cô về ý định kết hôn của một chàng trai.  Cậu tên là Shūsaku sống ở thành phố Kure, là sĩ quan luật pháp ở Tòa án quân sự thuộc thành phố Kure, đã từng thấy Suzu mười năm trước. Suzu kết hôn với cậu, chuyển từ quê nhà ở Hiroshima lên Kure và sống cùng gia đình Shūsaku. Suzu được bố mẹ Shūsaku thương yêu và cuộc đời ở Kure cứ thế trôi qua. Cho đến một ngày, những ngày tháng đen tối của chiến tranh Thái Bình Dương kéo tới.
Kure, là một thành phố cảng lớn, cách thành phố Hiroshima khoảng 1 giờ đi bằng tàu. Cảng nằm nhìn ra biển nội địa Seto và được biết tới là căn cứ quân sự lớn nhất của Hải quân Đế quốc Nhật Bản. Sau khi Nhật Bản thất bại trong chiến tranh trước Hoa Kỳ, điều kiện sống của người dân trở nên khó khăn và lực lượng quân đội Hoa Kỳ liên tục đe dọa đời sống thường nhật của người dân Nhật Bản. Sự thiếu thốn nguồn cung cấp lương thực cho người dân Nhật Bản, nhà nước bắt đầu phân phát lương thực. Cảnh báo và chuẩn bị di tản trước những đợt không kích của Hoa Kỳ cũng bắt đầu. Suzu, một trong những người vợ nội trợ thuộc hội Tonarigumi giữ nhiệm vụ phân phát lương thực luân phiên và tham gia vào lực lượng chống lại những cuộc không kích. Thể theo điều lệ chính thức, cô may những chiếc quần phù hợp cho trường hợp di tản khẩn cấp, bằng cách cắt những bộ đồ truyền thống ra thành từng phần. Khi lượng lương thực để phân phát quá cạn kiệt, Suzu thành khẩn tìm mọi cách để kiến cái ăn cho gia đình, nhặt từng loại cây ở mọi nơi có thể ăn được và thử những công thức nấu ăn phù hợp. Suzu, cùng gia đình cô và làng xóm, cố gắng vượt qua hoàn cảnh khó khăn và chuẩn bị để giảm bớt thiệt hại do đánh bom. Cuộc sống của Suzu giờ đây tràn ngập niềm vui.
Gia đình của Suzu và Shūsaku, nằm ở rìa sườn núi ở vùng ngoại thành thành phố Kure, nằm bao phủ trong rừng cây và vườn tược. Từ đây có thể nhìn ra quang cảnh vĩ đại như quân cảng của Hải quân Đế quốc Nhật Bản, bao gồm những thiết giáp hạm lớn nhất, Yamato và  Musashi. Suzu tận hưởng tháng ngày hòa mình với thiên nhiên và ngắm nhìn tàu chiến chạy trên biển cùng với cháu gái của mình, tên là Harumi. Có lần Suzu vui vẻ vẽ tranh phác họa lại cảnh tàu chạy, quân đội bắt và tra khảo cô, nghi ngờ cô là mật thám của địch. Một ngày, một người lính thủy, là bạn thời thơ ấu của Suzu, tên là Tetsu, ghé qua thăm Suzu và Shūsaku. Shūsaku để cho Suzu và Tetsu được tâm sự riêng với nhau, vì đây có thể là lần cuối cùng trừ khi Tetsu có thể sống sót trở về sau chiến tranh.
Năm 1945, cuộc không kích của Hoa Kỳ tại Nhật Bản bắt đầu. Tại thành phố Kure, lực lượng không quân Hoa Kỳ tấn công mãnh liệt vào các cứ điểm của thủy quân và tàu chiến của Nhật Bản. Vào tháng 7, khu vực nội thành của Kure bị tấn công và gần như mọi thứ bị tàn phá. Binh lính Hoa Kỳ truy đuổi càn quét người dân đang trốn chạy, và Suzu cũng xém bị bắn trúng. Cũng như mọi người dân Nhật Bản, Suzu cũng không thoát khỏi bi kịch của chiến tranh. Chiến tranh đã cướp khỏi Suzu những người thân quan trọng, Harumi và Yoichi (anh trai của Suzu) và cả "một phần cơ thể của cô không thể thay thế". Quá đau buồn vì bi kịch chiến tranh, ngày 6 tháng 8 năm 1945, trong một ngày Lễ hội Mùa hè, Suzu lên kế hoạch từ Kure trở lại quê nhà Eba ở thành phố Hiroshima, khi ấy chưa bị đánh bom. Nhưng rồi, đến buổi sáng một ngày kia, khi ấy Suzu vẫn còn đang ở nhà ở Kure, lúc 8 giờ 15 sáng, chợt Suzu nhìn thấy tia sáng kì lạ và tiếng nổ lớn vang lên từ rất xa, cô nhìn thấy một đám mây hình nấm vô cùng lớn xuất hiện bên kia núi về phía thành phố Hiroshima. Trên đài phát thanh từ trạm Hiroshima của Hiệp hội Phát hình Nhật Bản ngừng phát sóng. Suzu đã biết chuyện kinh hoàng và chưa từng xảy ra trước đây tại Hiroshima. Vụ ném bom nguyên tử đã tàn phá kinh hoàng mọi thứ và số người chết không đếm xuể tại Hiroshima. Suốt sau đó một thời gian, Suzu không thể về Hiroshima hay hay biết thông tin gì về quê nhà nữa.
Khi đài phát thanh của Thiên Hoàng thông báo rằng chiến tranh đã kết thúc, 9 ngày sau trận đánh bom nguyên tử, những nỗi đau kinh hoàng đã khiến Suzu mất hết hi vọng để sống tiếp. Gia đình nhà bà của Suzu là Ito ở Kusatsu, một thị trấn ngoại ô về phía tây Hiroshima và nằm ngoài tầm ảnh hưởng của bom nguyên tử, may mắn vẫn còn an toàn. Tại nhà của gia đình bà Ito, Suzu gặp lại em gái Sumi, người duy nhất của gia đình quê nhà Suzu còn sống sót, và cũng đã được hay biết về số phận của bố mẹ mình. Tuy Sumi may mắn lánh khỏi được tai họa nơi thành phố Hiroshima, cô vẫn bị nhiễm phóng xạ của bom nguyên tử. Shūsaku tìm được công việc mới. Gia đình họ bắt đầu cuộc sống mới ở đất nước Nhật Bản mới hồi sinh. Suzu lấy lại được động lực để vượt qua khó khăn, cho cô, cho mọi người, giữa một góc của thế giới. Một ngày, một cô bé, mồ côi sau chiến tranh thả bom nguyên tử, đã gặp Suzu và Shūsaku ở Hiroshima để xin miếng ăn, được gia đình Suzu giúp đỡ nhận về nuôi. Trong phần thông tin cuối phim, cô bé ấy nay đã lớn, đang tự may quần áo cho mình và cho gia đình nhà Suzu, trong một góc của thế giới giữa một đất nước Nhật Bản thanh bình sau chiến tranh.

## Nhân vật
| Urano Suzu (浦野 すず) |
| Cô kết hôn tầm tuổi thanh thiếu niên, chuyển từ quê nhà tại thành phố Hiroshima đến ở nhà gia đình chồng là Shūsaku ở thành phố Kure. Tính cách trong sáng và giỏi vẽ tranh. Cô luôn cố gắng vượt qua mọi khó khăn trong thời kì chiến tranh. Song, bi kịch chiến tranh ập đến với cuộc đời cô. |
| Hōjō Shūsaku (北條 周作 (Bắc Điều Chu Tác)) |
| Chồng của Suzu. Một con người trầm tính và thật thà. Cậu là sĩ quan luật pháp ở Tòa án quân sự thuộc thành phố Kure. Cậu gặp Suzu, ở khu kinh tế tại thành phố Hiroshima, vào tầm giữa đến cuối năm 1933, với những ký ức khó quên. Năm 1945, cậu thuyên chuyển qua hải quân. Sau chiến tranh, cậu trở về và tìm được công việc mới ở một đất nước Nhật Bản đã hồi sinh. |
| Kuromura Harumi (黒村 晴美 (Hắc Thôn Tình Mỹ)) |
| Cô bé tầm 6 đến 7 tuổi. Là cháu gái của Suzu, con gái của Keiko. Chết do quả bom hẹn giờ của Hoa Kỳ phát nổ, đặt ở gần kho chứa vũ khí của hải quân ở thành phố Kure, khi cô bé đang ở cùng với Suzu. |
| Kuromura Keiko (黒村 徑子 (Hắc Thôn Kính Tử)) |
| Chị gái của Shūsaku và là một quả phụ, là mẹ của bé Harumi. Ban đầu, cô không tỏ ra thân thiết với Suzu. Sau cái chết của Harumi, cô đổ lỗi rất nhiều cho Suzu, người đã ở cùng Harumi trong đánh bom của Hoa Kỳ ở thành phố Kure. Nhưng về sau, dần dần cô đã chấp nhận Suzu. |
| Mizuhara Tetsu (水原 哲 (Thủy Nguyên Triết)) |
| Bạn thời thơ ấu của Suzu. Cậu mất anh trai, người là học viên trong học viện hải quân khi do tai nạn trên biển. Cậu và Suzu đã từng có kỉ niệm đẹp với nhau. Anh là lính thủy trên tàu tuần dương Aoba. Trong một lần được lên bờ, cậu ghé qua thăm Suzu và Shūsaku và ở lại qua đêm. Một lần, tàu Aoba bị thiệt hại nặng trong một cuộc không kích của quân đội Hoa Kỳ. May mắn, Tetsu đã thoát chết. Sau chiến tranh, cậu đứng một mình ở bên cảng và nhìn tàu Aoba đã chìm phân nửa. |
| Urano Sumi (浦野 すみ) |
| Em gái của Suzu, sống ở quê nhà Eba, thành phố Hiroshima. Chị em nhà Suzu rất thân thiết khi còn bé. Sau khi Suzu kết hôn, Sumi làm nhân viên công xưởng cho Lục quân Đế quốc Nhật Bản do phong trào huy động toàn dân của Nhật Bản. Sumi là một cô gái xinh đẹp và được một sĩ quan ở quân đội Nhật Bản đem lòng yêu. Trong vụ đánh bom nguyên tử, Sumi đang ở quê nhà ở Hiroshima, tuy không chết ngay lúc đó và lánh nạn qua nhà bà Ito ở Kusatsu, nhưng cô vẫn mắc bệnh nặng do hậu quả của chất phóng xạ sau chiến tranh. |
| Morita Ito (森田 イト) |
| Bà của Suzu và đối xử rất tốt với Suzu. Sống ở Kusatsu, một thị trấn hẻo lánh nằm về phía tây thành phố Hiroshima. Khi Suzu còn bé, Suzu ở lại nhà bà vào kì nghỉ hè và có khoảng thời gian vui vẻ ở nơi đây. Gia đình bà và những người dân, ở Kusatsu, vẫn được an toàn sau vụ đánh bom nguyên tử, vì nơi này nằm ngoài vùng ảnh hưởng của bom. |
| Hōjō Entarou (北條 円太郎 (Bắc Thiêu Viên Thái Lang)) |
| Cha của Shūsaku. Kĩ sư ở cảng hải quân Hiro. Mất tích sau đợt không kích vào cảng hải quân Hiro, nhưng sau đó được tìm thấy còn sống ở bệnh viện, dù bị thương nặng. |
| Hōjō San (北條 サン) |
| Mẹ của Shūsaku. |
| Urano Jūrō (浦野 十郎 (Phố Dã Thập Lang)) |
| Cha của Suzu, sống ở quê nhà Eba, thành phố Hiroshima. Ông quản lý doanh nghiệp gia đình chuyên trồng trọt tảo biển. Nhưng về sau, một doanh nghiệp lớn thuộc quân đội được thành lập về phía nam thị trấn Eba vào năm 1943, doanh nghiệp gia đình của ông đóng cửa và ông trở thành công nhân nhà máy. Sau vụ đánh bom nguyên tử, ông đang ở quê nhà thuộc thành phố Hiroshima, tuy không chết ngay lúc đó, nhưng ông mắc bệnhnặng do chất phóng xạ sau chiến tranh, vài tháng sau đó, ông qua đời. |
| Urano Kiseno (浦野 キセノ) |
| Mẹ của Suzu. Bà đến trung tâm thành phố Hiroshima để chuyển bị cho lễ hội mùa hè, nhưng bà đã mất sau trận đánh bom. |
| Iwai Nanase (岩井 七世 (Nham Tỉnh Thất Thế)) |
| Người phụ nữ cung cấp thông tin ở Kure. Suzu gặp cô và nói chuyện khi Suzu bị lạc ở Kure. |
| Urano Yōichi (浦野 要一 (Phố Dã Yếu Nhất)) |
| Anh trai của Suzu. Là chiến sĩ được điều đi đến một hòn đảo ở phía Nam Thái Bình Dương để tham gia chiến tranh. Cậu hi sinh và đặt cốt trong hộp gửi về nhà. Song, trong hộp là một hòn đá ở đảo thay vì là cốt của cậu. |
| Rin Shiraki (白木リン) |
| Cô là một Oiran hoạt động ở Kure, người đã chỉ đường cho Suzu khi cô lạc đường trong thành phố. Ở đoạn cuối phim có những bức tranh vẽ kể về quá khứ của Rin. Cô gái này là con cả trong một gia đình rất nghèo, phải đi làm người hầu cho một gia đình giàu có để nuôi các em. Ở nhà chủ, Rin bị hành hạ quá nhiều nên đã bỏ trốn. Cô lưu lạc đến nhà bà của Suzu và được cho cái ăn, cái mặc. Cô gặp Suzu lần đầu khi cả hai còn nhỏ, lúc đó gia đình Suzu đang đến thăm nhà ông bà và cô đang ăn vụng dưa hấu. Với cái nhìn ngây ngô của trẻ con, Suzu đã tưởng Rin là một linh hồn giữ nhà trong truyền thuyết Nhật Bản. Nhiều năm sau, Suzu mới gặp lại cô với thân phận Oiran ở thành phố Kure. |